# Casinaria brasiliensis
Casinaria brasiliensis là một loài tò vò trong họ Ichneumonidae.